# サイレント (ラッパー)
サイレント（Silentó、本名：リッキー・ラマー・ホーク、Ricky Lamar Hawk、1998年1月22日 - ）は、アメリカ合衆国ジョージア州アトランタ出身のラッパー。

## 来歴
2015年にシングル「Watch Me (Whip/Nae Nae)」でデビュー。同楽曲はティーン・チョイス・アワードのラップ・ヒップ・ホップ・トラック賞や、MTV Video Music Awardsのソング・オブ・ザ・サマー賞にノミネートされ、2016年のビルボード・ミュージック・アワード2016で最優秀新人賞にノミネートされた。

## 受賞・ノミネート
| 年     | 音楽賞                                       | 賞                                               | 対象                    | 結果       |
| ------ | -------------------------------------------- | ------------------------------------------------ | ----------------------- | ---------- |
| 2015年 | ティーン・チョイス・アワード2015             | ラップ・ヒップ・ホップ・トラック賞               | Watch Me (Whip/Nae Nae) | ノミネート |
| 2015年 | MTV Video Music Awards 2015                  | ソング・オブ・ザ・サマー賞                       | Watch Me (Whip/Nae Nae) | ノミネート |
| 2015年 | ソウル・トレイン・ミュージック・アワード2015 | 最優秀ダンス・パフォーマンス賞                   | Watch Me (Whip/Nae Nae) | 受賞       |
| 2016年 | ビルボード・ミュージック・アワード2016       | 最優秀新人賞                                     | -                       | ノミネート |
| 2016年 | ビルボード・ミュージック・アワード2016       | トップ・ストリーミング・ソングス・アーティスト賞 | -                       | ノミネート |
| 2016年 | ビルボード・ミュージック・アワード2016       | トップ・ストリーミング・ソング賞 (ビデオ)        | Watch Me (Whip/Nae Nae) | 受賞       |
| 2016年 | ビルボード・ミュージック・アワード2016       | トップ・ラップ・アーティスト賞                   | -                       | ノミネート |
| 2016年 | ビルボード・ミュージック・アワード2016       | トップ・ラップ・ソング賞                         | Watch Me (Whip/Nae Nae) | ノミネート |
| 2016年 | BETアワード2016                              | ヤングスター賞                                   | -                       | ノミネート |

## 法的問題と殺人罪
2020年8月28日、彼は家庭内暴力の罪により逮捕された。彼は配偶者に体罰を負わせたとして起訴されたが、後に釈放された。しかし翌日、彼は彼女を探している際に見知らぬ人の家に乱入し、斧を振り回したとして再逮捕された。
2020年10月23日、Silentoは州間高速道路85号線にて143mphを出したとして再び逮捕された。
2021年1月21日、Silentoは彼のいとこに銃撃し、殺害した罪で逮捕された。